# Джерело б/н (Завидово)
Джерело б/н — гідрологічна пам'ятка природи місцевого значення. Об'єкт розташований на території Мукачівського району Закарпатської області, с. Завидово.
Площа — 0,3 га, статус отриманий у 1984 році.